# Anorgasmia
La anorgasmia es la inhibición recurrente y persistente del orgasmo, manifestada por su ausencia tras una fase de excitación normal, y producida a través de una estimulación que pueda considerarse adecuada en intensidad, duración y tipo. Es, junto con la falta de deseo, una de las disfunciones sexuales más comunes de la mujer. Puede haber anorgasmia en el hombre, pero es menos frecuente y difícilmente diagnosticada, ya que se oculta tras el prejuicio erróneo de que la eyaculación es un orgasmo. Es cuando no se llega al orgasmo de manera "normal". 
El 5% de las causas de la anorgasmia son orgánicas y tienen que ver con el uso de drogas, fármacos, padecimiento de enfermedades crónicas, entre otros. Mientras tanto, el 95% responde a factores psicológicos tales como ansiedades, depresión, mitos sobre la sexualidad, actitudes aprendidas y hasta creencias religiosas.

## Tipos de anorgasmia
- Anorgasmia primaria: la sufre quien nunca ha obtenido el orgasmo, ni a través del coito ni por masturbación, a pesar de poder -o no- eyacular normalmente.
- Anorgasmia secundaria: la sufre quien, tras una época de haber tenido orgasmos con normalidad, deja de experimentarlos de forma sistemática.
- Anorgasmia absoluta: cuando no es capaz de alcanzar el orgasmo mediante ningún procedimiento (autoestimulación, heteromasturbación, etc.).
- Anorgasmia relativa: cuando se es incapaz de llegar al clímax de una forma determinada; por ejemplo, anorgasmia coital.
- Anorgasmia situacional: cuando puede alcanzar el orgasmo sólo en determinadas circunstancias específicas.

## Causas
En la fisiología del orgasmo femenino intervienen más factores que en el masculino, y por lo tanto es más compleja. Por ello, los trastornos del orgasmo son mucho más frecuentes en las mujeres. En ellas, el orgasmo se acompaña de una serie de contracciones reflejas de ciertos músculos genitales localizados en la vagina. Cualquier enfermedad o traumatismo en dicha zona, al igual que la ingesta de cualquier droga, e incluso algún fármaco concreto, pueden ser causas orgánicas que inhiban el orgasmo.
Orgánicas. Sólo representan un 5 por ciento de las causas. Enfermedades endocrinológicas (diabetes, etc.), neurológicas, ginecológicas, etc.
Psicológicas. Son las más frecuentes. Entre las principales:
1. condiciones culturales negativas
2. experiencias sexuales traumáticas
3. factores interpersonales
4. falta de información sexual
5. monotonía en la falta de concentración, angustia, etc.
6. ambivalencia respecto a su compromiso de cara a la relación de pareja, el temor al abandono, temor a afirmar la propia independencia, sentimientos de culpa relacionados sobre todo con las relaciones sexuales.

## Tratamiento
La anorgasmia es tratable y tiene buen pronóstico, siempre y cuando el paciente coopere con el terapeuta. El tratamiento es efectivo en alrededor del 95% de los casos, cifra bastante elevada si tenemos en cuenta la magnitud del problema. El tratamiento de la anorgasmia va encaminado, en primer lugar, a:
- Eliminar las actitudes negativas y prejuicios en torno a la sexualidad en general, y al orgasmo en particular.
- Mejora de la relación, a través de la comunicación entre la pareja.
- Programa de habilidades sexuales, que consiste en una serie de ejercicios específicos para esta disfunción.

Una mujer que padezca de anorgasmia debe visitar a un ginecólogo para que, tras realizar una evaluación física completa, pueda identificar o descartar condiciones médicas existentes.
- Datos: Q1772397